# Жинст
Жинст (монг.: Жинст) сомон в Баянхонгорському аймаці Монголії. Територія 5,3 тис. км²., населення 2,8 тис. чол.. Центр – селище Бодь розташовано на відстані 681 км від Улан-Батора, 90 км від Баянхонгора. Школа, лікарня, торгово-культурні центри.

## Клімат
Клімат різкоконтинентальний, середня температура січня -17 градусів, липня +23 градуси, щорічна норма опадів 100-200 мм.

## Рельєф
Гори Іх Богдин Тергуун (4000 м), Ноен (2602 м), Таріат (2465 м), ріки Туй, Бурд.

## Корисні копалини
Запаси залізної руди та будівельних матеріалів.

## Тваринний світ
Водяться вовки, олені, лосі, лисиці, корсаки, зайці.